# Jean-Pierre Gallo
 (octobre 2019).
Si vous disposez d'ouvrages ou d'articles de référence ou si vous connaissez des sites web de qualité traitant du thème abordé ici, merci de compléter l'article en donnant les références utiles à sa vérifiabilité et en les liant à la section « Notes et références ».
Pour les articles homonymes, voir Gallo (homonymie).
Jean-Pierre Gallo, né le 8 juin 1934 à Paris et mort le 29 janvier 2012 à Cambo-les-Bains, est un réalisateur, producteur et scénariste de la télévision française. 

## Biographie

### Jeunesse
Jean-Pierre Gallo est né en 1934 dans le 15e arrondissement de Paris. Il se passionne très vite pour le théâtre scolaire chez les oratoriens de Meaux (où il sera pensionnaire), ainsi qu'au lycée Stanislas de Paris. Sans avoir fait une école de cinéma, il devient rapidement l'assistant de Maurice Dekobra et de John Berry.

### Carrière
C'est avec Hubert Knapp, Pierre Badel, Roger Benamou, Ange Casta et Jacques Krier qu'il fait ses premiers pas à la télévision en tant qu'apprenti réalisateur. En 1960, il remplace Jean Lallier dans Cinq colonnes à la une pour en diriger la production. C'est seulement quelque temps après qu'on lui accorde la réalisation de certains sujets et surtout celui d'un reportage comportant un entretien avec Malcolm X. Jusqu'en 1968, il collabore avec cette émission tout en produisant Le monde en quarante minutes avec Claude May et Jean-Claude Bringuier (il en réalise également plusieurs sujets tels que Le soleil de la gloire). Son nom apparaît aussi sur les génériques des séries de Françoise Dumayet, Pierre Charpy, Philippe Labro… 
Pour Les Provinciales, il réalise en 1969 Les cavaliers de Lunéville, en collaboration avec Hubert Knapp et avec Jean-Claude Bringuier, puis Les noces d'or de Grenadou et La transhumance. Dans la série À armes égales, il réalise des films concernant plusieurs hommes politiques tels que Michel Rocard et François Mitterrand.
Il débute dans la fiction en 1966 pour la série Jeux de société (produite par Danielle Hunebelle). Aux côtés de Françoise Dumayet et de Charlie Gaëta, il réalise en 1969 Un seul jour de la vie. En 1973, il réalise Ardéchois cœur fidèle. Scénarisée, adaptée et dialoguée par Jean Chatenet et Jean Cosmos, cette série (interprétée par Sylvain Joubert et Claude Brosset). En 1973, il réalise le dramatique : Violon de Vincent puis, après avoir réalisé 4 épisodes de la série Désiré Lafarge, il abandonne la télévision quelque temps afin de devenir exploitant agricole. Il revient au petit écran pour la collection de Claude Barma : Les Héritiers.
Alors qu'il prépare une grande série historique (L'épingle noire), Gallo est appelé par Pierre Desgraupes (directeur d'Antenne 2) pour devenir responsable d'une unité de programme. De 1981 à 1986, il assure la production de plus de trois cents heures de fiction (réalisations de Jean-Louis Lorenzi, Gérard Marx, Jeanne Labrune, Patrick Meunier,…). Il a notamment permis à des téléastes moins expérimentés de se faire une place à la télévision française, en produisant leurs œuvres. De plus, il a également donné sa chance à une jeune actrice du Conservatoire (Sylvie Orcier) en la faisant tourner aux côtés de Philippe Léotard dans La canne en 1979.
À la fin de sa carrière, il se lance dans une entreprise privée de production : Caméras Continentales, qui coproduit la série Les chroniques de France, dirigée par son complice et ami Jean-Claude Bringuier. Cette série consiste à donner la possibilité à des réalisateurs de faire connaître leur région natale en mettant en avant leurs rapports personnels avec les lieux : Hervé Baslé et la Bretagne, Claude Santelli et la Normandie, Marcel Bluwal et les Cévennes…
Il est le père de Lucie Gallo (actrice), d'Adrien Gallo (du groupe BB Brunes), d'Alain, d'Hélène et Pierre Gallo (directeur de production).
Il meurt le 29 janvier 2012, à l'âge de 77 ans[réf. nécessaire].

## Filmographie

### Comme réalisateur
- 1968 : Sous les toits de Paris
- 1969 : Les Provinciales
- 1969 : Les Cavaliers de Lunéville
- 1969 : Les Noces d'or de Grenadou
- 1969 : La Transhumance
- 1969 : Un seul jour de la vie
- 1973: Freya des Sept-Îles
- 1973 : Le Violon de Vincent
- 1973 : Ardéchois cœur fidèle, feuilleton télévisé
- 1977-1978 : Désiré Lafarge (5 épisodes)
- 1979 : Les Héritiers
- 1980 : Les Dossiers éclatés : La canne
- 1980 : Le Renard et le Loubard
- 1981 : Trente hectares de bonne terre

### Comme producteur
- 1989 : La Vouivre
- 1991 : Aqui d'el rei! (TV)
- 1995 : Les Maîtres du pain (saga TV)
- 1996 : Tatort (1 épisode TV)
- 1996 : Francfurt-Miami
- 1997 : Les Filles du maître de chai  (saga TV)
- 1997 : Entre terre et mer  (série)
- 1998 : Les Moissons de l'océan (série)

### Comme scénariste
- 1993 : Les Maîtres du pain (séries TV) qui reçut un 7 d'or du meilleur auteur en 1995
- 1998 : Les Moissons de l'océan (TV)
- 2000 : La Bascule à deux (TV)